# Allium serpenticola
Allium serpenticola — вид квіткових рослин з родини амарилісових (Amaryllidaceae). Належить до sect. Codonoprasum.
Описано з Адани, Туреччина. Він схожий на Allium stamineum Boissier, але відрізняється багатьма морфологічними характеристиками, особливо в тому числі кольорами оцвітини, квітконіжок і пиляків, довжиною обгорткових стулок і їх відношенням до зонтика, розміром пиляка, кількість листків, колір зовнішньої оболонки цибулини та орнамент насіння.